# António de São Jacinto
António de São Jacinto war ein Dominikaner und Generalvikar von Solor und (ab 1647) Timor. Zwischen 1647 und 1649 war er als Kapitän (Capitão) der höchste Vertreter des portugiesischen Vizekönigs in Goa.
Im April 1630 besetzten die Dominikaner das von der Niederländischen Ostindien-Kompanie wieder aufgegebene Fort auf Solor. Unter den Mönchen, die von Malakka über Larantuka anreisten, war auch António de São Jacinto. Die zerstörte Festung wurde wieder aufgebaut und mit 15 Kanonen bestückt. Ein niederländischer Angriff unter Kapitän Tombergen wurde am 18. Juni 1636 erfolgreich abgewehrt, die Festung aber dann noch im selben Jahr von den Dominikanern wieder aufgegeben.
1640 reiste António de São Jacinto mit 70 Soldaten von Larantuka nach Mena auf Timor und fand den Ort  zerstört vor, durch Kanjilo, dem muslimischen Sultan von Tallo (Tolo) auf Sulawesi. Die muslimische Besatzung floh ins Landesinnere, der tote König war von seiner Frau abgelöst worden. Durch ihre Unterstützung gewannen die Portugiesen 1641 die Kontrolle über Mena wieder. Die Königin und ihr Volk konvertierten zum Christentum. Der Liurai von Amanuban (Amanubang), ein Schwager der Königin von Mena und Herrscher des Gebietes um Lifau, wo die Portugiesen einen Stützpunkt hatten, trat ebenfalls zum Christentum über und ließ mehrere Kirchen bauen. Damit wurde der Grundstein gelegt für die portugiesische Enklave in Westtimor, die heute als Oe-Cusse Ambeno zu Osttimor gehört. Zudem setzte sich die katholische Kirche durch die Missionierung von António de São Jacinto endgültig auf Timor fest. 1642 konvertierte auch der Herrscher der Region um Kupang. Die Portugiesen bauten hier eine Festung, mit der ein Angriff der Niederländer 1644 abgewehrt werden konnte. 1647 bauten die Dominikaner unter António de São Jacinto eine neue Festung in Kupang. 1649 wurde er nach Goa zurückgerufen.
In einem Brief an König João I. berichtet António de São Jacinto von großen Kupferminen auf Timor.

## Belege
- Geoffrey C. Gunn: History of Timor, verfügbar vom Centro de Estudos sobre África, Ásia e América Latina, CEsA der TU-Lissabon (PDF-Datei; 805 kB).